# كورغ (مقاطعة تشرداول)
كورغ (بالفارسية: کورگ) هي قرية تقع في قسم بيجنوند الريفي (مقاطعة تشرداول) في إيران. يقدر عدد سكانها بـ 214 نسمة بحسب إحصاء 2016.